# Morti nel 1372
| Questa pagina contiene informazioni ricavate automaticamente dalle voci biografiche con l'ausilio del template Bio e di un bot. L'aggiornamento è periodico e automatico e ricostruisce completamente la pagina. Se manca una persona in questa lista, sei pregato di non aggiungerla, ma accertati piuttosto che la sua voce biografica contenga il template Bio e che i dati anagrafici siano correttamente compilati. Se il template Bio manca, inseriscilo tu stesso o, in alternativa, metti l'avviso {{tmp\|Bio}} che ne segnala la mancanza. Se i dati riportati sono sbagliati, correggi direttamente la voce biografica; le modifiche saranno visibili in questa lista entro pochi giorni. Per chiarimenti vedi il progetto biografie. La lista contiene solo le 23 persone che sono citate nell'enciclopedia e per le quali è stato implementato correttamente il template Bio. Pagina aggiornata al 13 gen 2025. |

- 11 gennaio - Eleonora di Lancaster, nobile inglese (n. 1318)
- 9 febbraio - Guglielmo III di Ross, nobile scozzese
- 6 marzo - Jean Le Fèvre, cardinale e vescovo cattolico francese
- 19 marzo - Giovanni II del Monferrato, marchese (n. 1321)
- 21 aprile - Giovanni Saziari, religioso italiano (n. 1327)
- 24 maggio - Smeduccio I Smeducci, condottiero italiano
- 30 giugno - Francesco Querini, patriarca cattolico italiano
- 17 luglio - Malatesta Ungaro, generale italiano (n. 1327)
- 27 agosto - Filippo di Cabassole, cardinale e patriarca cattolico francese (n. 1305)
- 31 agosto - Ralph Stafford, I conte di Stafford, nobile e militare inglese (n. 1301)
- 11 settembre - Isabella di Valois, principessa francese (n. 1348)
- 12 novembre - Luigi di Beaumont, principe e conte (n. 1341)
- 20 novembre - Elisabetta da Comyn, nobile inglese (n. 1299)
- Azzo Alidosi, nobile e condottiero italiano
- Andrea II Muzaka, nobile albanese (n. 1318)
- Beatrice di Cardona, nobile
- Jacopino da Carrara, nobile italiano
- Ermanno VI di Weimar-Orlamünde, nobile tedesco
- Giacomo da Cerreto, vescovo cattolico italiano
- Tommasina Gonzaga, nobildonna italiana
- Luigi II di Blois-Châtillon, nobile
- Shi Nai'an, scrittore cinese (n. 1296)
- Sofia di Henneberg, nobildonna tedesca